# Нарбон (округ)
Нарбон (фр. Narbonne) — округ (фр. Arrondissement) во Франции, один из округов в регионе Лангедок-Руссильон. Департамент округа — Од. Супрефектура — Нарбон.
Население округа на 2006 год составляло 144 432 человек. Плотность населения составляет 85 чел./км². Площадь округа составляет всего 1690 км².